# Jerzy Woźniak (dziennikarz)
Jerzy Woźniak (ur. 1950) – polski dziennikarz i tłumacz, autor ponad 300 artykułów i kilku książek na temat uprawy i pielęgnacji roślin.
Jest jednym z nielicznych w Polsce znawców sukulentów. Zaczął od kolekcjonowania okazów, a później zajął się badaniami na Wyspach Kanaryjskich i w Północnej Afryce. W swoim dorobku, oprócz swych publikacji, ma także wiele tłumaczeń i konsultacji książek o sukulentach, a także cykl programów telewizyjnych. Współpracuje z prasą tematyczną, a także jest ekspertem portalu gazeta.pl
Należy do Internacjonal Organisation of Succulents z siedzibą w Zurychu, zajmującej się badaniem i ochroną ginących gatunków sukulentów. Pasjonuje się także fotografią – jego kolekcja zdjęć roślin egzotycznych uważana jest za największą Polsce.

## Publikacje
- Jerzy Woźniak, Ferocactus: monografia rodzaju, Wydawnictwo Font, Lublin 1998, ISBN 83-905253-9-9.
- Jerzy Woźniak, Pytania do ogrodnika, Wiedza i Życie-Hachette Livre Polska, Warszawa 2005, ISBN 83-7184-252-X.
- Jerzy Woźniak, Kaktusy oraz inne sukulenty, Warszawa 2006